# Route du tambour et de la grosse caisse

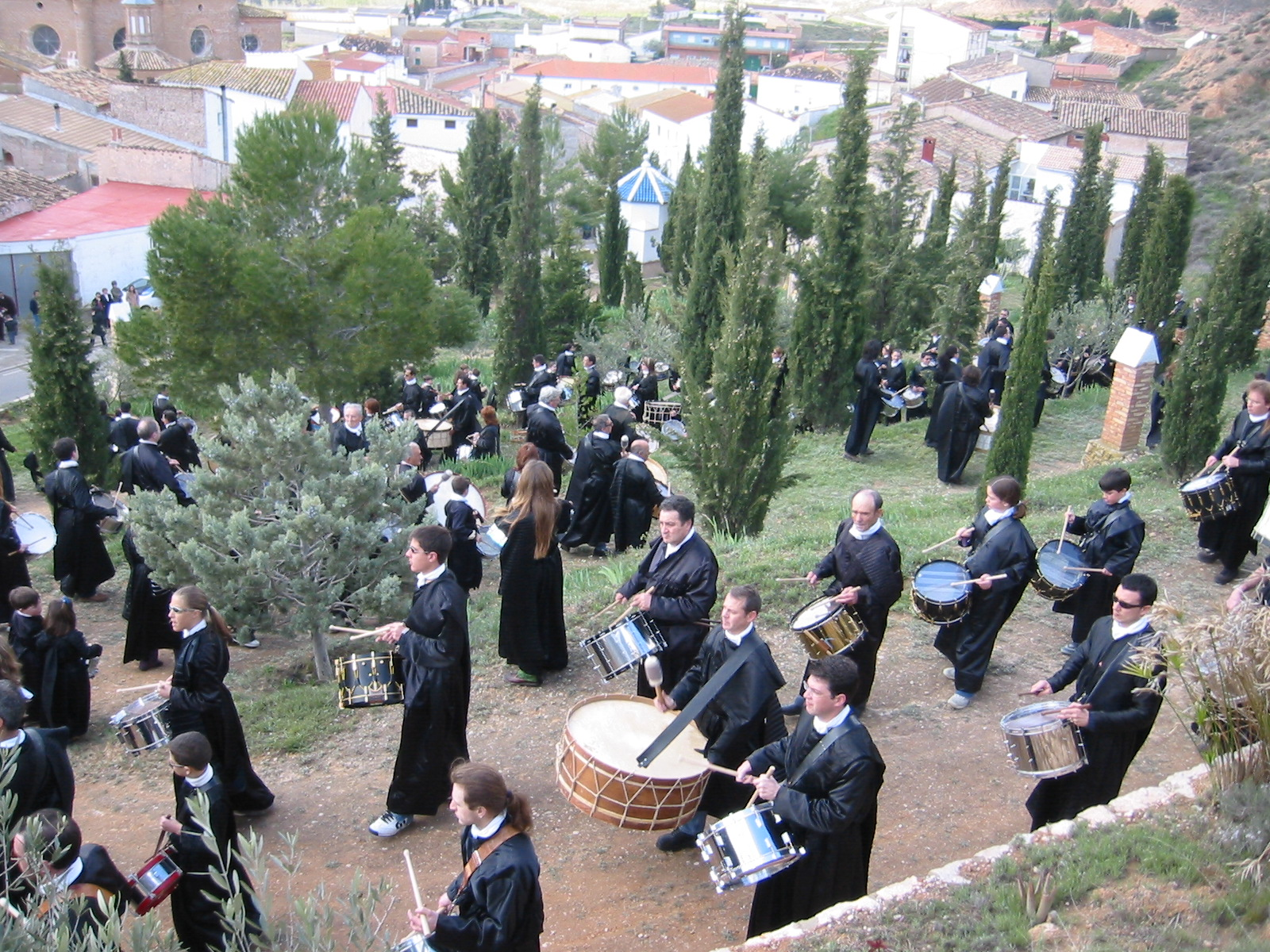
Procession à Urrea de Gaén

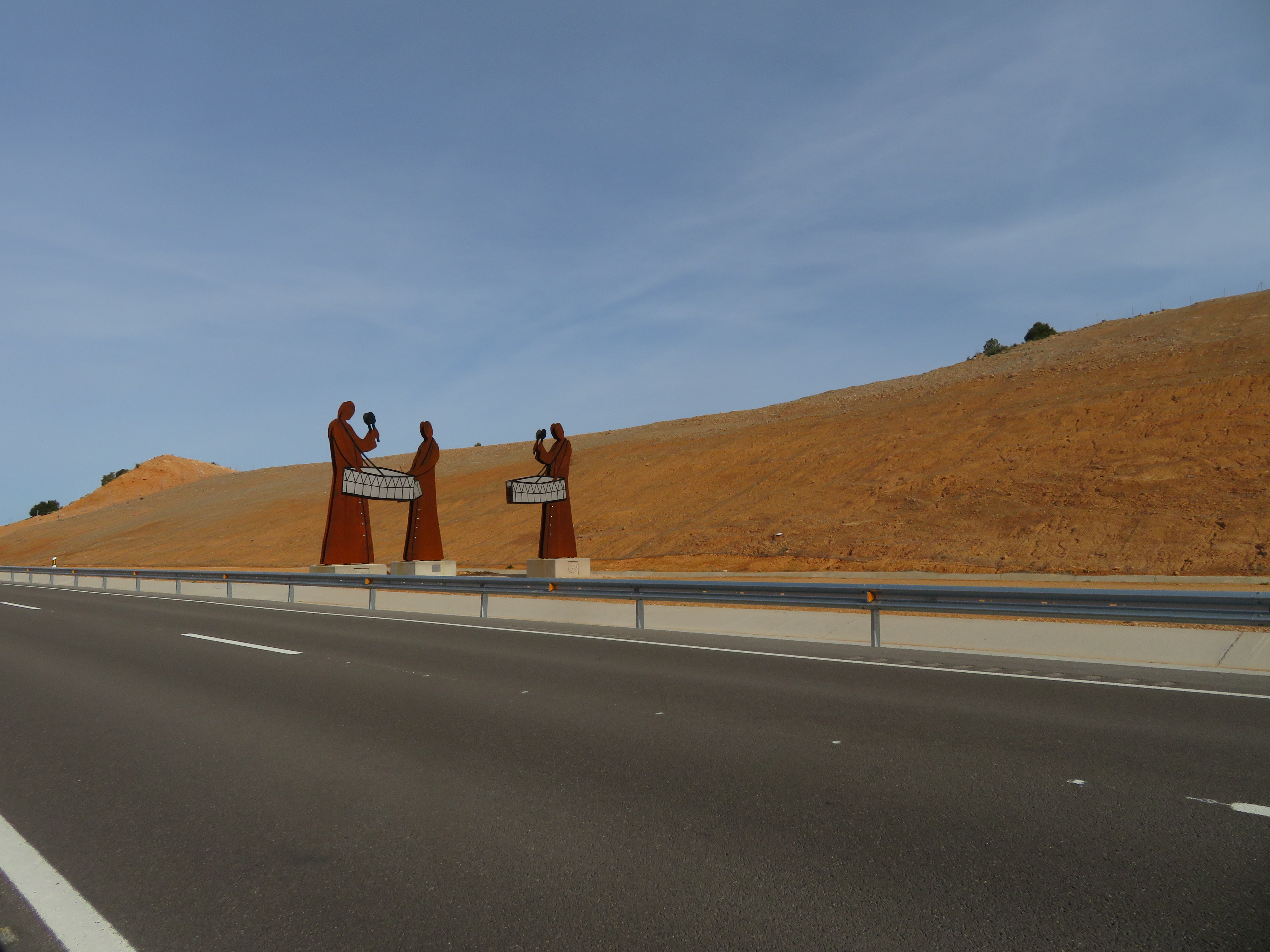
Route du tambour et de la grosse caisse (Ruta del tambor y el bombo).

La Route du tambour et de la grosse caisse (Ruta del tambor y el bombo) désigne neuf localités appartenant à la province de Teruel dans la comarque du Bajo Aragón, en Espagne. Dans ces villages, on peut suivre pendant la Semaine sainte une route exceptionnelle par la façon spéciale qu'ont les habitants de célébrer la Passion du Christ. C'est une coutume provenant probablement de quelque cérémonie ancestrale, bien que l'on dise qu'elle provienne du Moyen Âge, quand les chevaliers des Ordres Militaires amenèrent dans ces terres ces deux instruments de percussion.

## Description
La tradition consiste à commencer à jouer de la grosse caisse et du tambour le Jeudi Saint ou le Vendredi saint, à une heure déterminée. Ce début s'appelle la rompida de la hora. A chacun de ces neuf villages correspondent un jour (soit le jeudi, soit le vendredi) et une heure différents pour commencer cette manifestation. Chaque village a également un rythme particulier et une couleur distincte pour leurs tuniques. Le tambourinement commence immédiatement après un signal spécial qui est donné sur la place de la mairie. À partir de ce moment, le bruit rythmé des tambours et grosses caisses ne cesse plus jusqu'au Samedi Saint à quatorze heures précises, moment où le silence s'étend; pour arriver à ce silence, les tambours s'en vont chacun à leur tour.
Jusqu'aux années 1980, seuls les hommes pouvaient jouer d'un des instruments. À partir de cette date plus ou moins, les femmes se sont jointes progressivement aux instrumentistes masculins. Quand deux équipes de tambours se rencontrent face à face au coin de deux rues, elles stoppent leur marche et continuent à frapper sur leurs instruments de plus en plus fort, comme si commençait un "duel de tambours" qui peut durer parfois plus d'une heure.
La Semaine Sainte des villages du Bajo Aragón qui font partie de la Route du Tambour et de la Grosse Caisse, a été déclarée Fêtes d'Intérêt Touristique National en novembre 2005. Luis Buñuel fait figurer cette manifestation traditionnelle dans plusieurs de ses films.

### Tambour d'honneur
Le Tambour d'honneur prétend être une forme de reconnaissance que la municipalité de La Puebla de Híjar accorde à des personnalités remarquables en Aragon et qui ont promu les qualités de la région.

## Villages faisant partie de la Route
Cette route comprend les neuf localités suivantes : 
- Albalate del Arzobispo, avec sa Confrérie des Hallebardiers et sa rompida de la hora le Jeudi Saint. Les tuniques sont noires.
- Alcañiz, avec sa procession du "Sellado del Sepulcro", le samedi Saint.
- Alcorisa, avec la reconstitution de la passion dans le "Drama de la Cruz del monte Calvario". La rompida de la hora a lieu à minuit le Jeudi Saint.
- Andorra, avec sa rompida de la hora dans la nuit du Jeudi Saint.
- Calanda, avec sa rompida de la hora à midi le Vendredi Saint.
- Híjar, avec sa rompida de la hora rituelle et solennelle.
- La Puebla de Híjar, avec ses crécelles.
- Samper de Calanda, avec ses crécelles.
- Urrea de Gaén, qui a une Semaine Sainte plus familiale.